# Richard Beitzen
Richard Beitzen (* 24. Februar 1882; † 30. März 1918 in der Nordsee) war ein deutscher Marineoffizier, Crew 01, zuletzt Kapitänleutnant, Kommandant des Torpedoboots G 87 und Chef der 14. Torpedobootshalbflottille im Ersten Weltkrieg.

## Leben
Die 14. Torpedobootshalbflottille geriet bei der Rückkehr von einer Kontrollfahrt in der Deutschen Bucht in ein britisches Minenfeld etwa 100 Seemeilen nordwestlich von Helgoland. Die Torpedoboote G 93 und G 94 erlitten Minentreffer und G 94 begann sofort zu sinken. Beitzen lief mit seinem Führerboot G 87 zu den Havaristen, um deren Besatzungen zu retten, und G 87 geriet dabei ebenfalls auf eine Mine. Innerhalb von 50 Minuten sanken alle drei Boote auf Position 54° 54′ N, 6° 25′ O: G 94 um 05.40 Uhr mit 13 Toten, G 87 um 06.20 Uhr mit 43 Toten und G 93 um 06.30 Uhr mit 10 Toten.

## Ehrungen
Beitzen wurde am 21. Januar 1918 mit dem Ritterkreuz des Königlich Preußischen Hausordens von Hohenzollern mit Schwertern ausgezeichnet.
Die deutsche Kriegsmarine benannte ihren Zerstörer Richard Beitzen, den vierten und letzten der Klasse Zerstörer 1934, nach ihm.